# Morgan Robertson
Morgan Andrew Robertson (ur. 30 września 1861 w Oswego, zm. 24 marca 1915 w Atlantic City) – amerykański pisarz.
Najbardziej znaną powieścią Robertsona jest Futility, znana także jako The Wreck of the Titan. Opublikowana po raz pierwszy w 1898 roku opowiada o potężnym statku pasażerskim zbudowanym w Anglii, nazwanym Titan, który uważany jest za niezatapialny i nie ma na nim wystarczającej liczby łodzi ratunkowych. W czasie jego trzeciej podróży, w kwietniu, uderza w górę lodową i tonie na północnym Atlantyku. Podobieństwo do katastrofy brytyjskiego transatlantyku Titanic jest istotne. W 1912 roku Robertson opublikował drugą wersję swojej książki, zmieniając nieco jej treść, aby jeszcze bardziej upodobnić opisaną tam tragedię do tego, co stało się w rzeczywistości.
W 1905 roku Robertson napisał książkę zatytułowaną The Submarine Destroyer, w której opisał okręt podwodny wyposażony w przyrząd nazywany peryskopem. Pisarz twierdził później, że opracował jego budowę, ale nie udało mu się uzyskać patentu ze względów prawno-technicznych.
W 1914 roku Robertson napisał nowelę Beyond the Spectrum, która opisywała wojnę pomiędzy Japonią i Stanami Zjednoczonymi. Podobnie jak w przypadku The Wreck of the Titan, książka Beyond the Spectrum zawierała sporo podobieństw do prawdziwych wydarzeń w późniejszej historii konfliktu w czasie II wojny światowej.
Robertson zmarł w pokoju hotelowym w Atlantic City po przedawkowaniu paraldehydu.